# Sandrine Ziba
Sandrine Ziba, également connue sous le pseudonyme de Chelsy Suzy, est une actrice, scénariste et productrice camerounaise née le 4 octobre 1990 à Douala.

## Biographie

### Enfance et Education
Sandrine Ziba est née le 04 octobre 1990 dans la ville de Douala au Cameroun. Elle obtient son Baccalauréat en 2011 et entame des études supérieures. Elle obtient un BTS en communication d'entreprise en 2013 et est major nationale de sa promotion.

### Carrière
Sandrine Ziba commence sa carrière dans le cinéma en 2012 dans la série Cercle Vicieux d’Ebenezer Kepombia. Elle enchaine ensuite des rôles principaux dans plusieurs longs métrages camerounais parmi lesquels Effet Boomerang de Ghislain Fotso en 2016, l'Enfer de l'amour de Vincent Faha en 2017 et Et Si C'était A Refaire de Noëlle Kenmoe en 2018,. 
Elle fonde sa maison de production dénommée Empire Movie en 2018 et sort son tout premier film intitulé Rebirth. Le long métrage écrit par elle et produit par Empire Movie et Wouri Production est projeté pour la première fois le 28 décembre 2018 à Douala.  
En 2019, on la retrouve dans la série Otages d'Amour d'Ebenezer Kepombia.  L'année suivante en 2020, elle produit son second long métrage intitulé Irrational Love réalisé par Ruben Gabi Ngougnou et Dante Fox,.  
En 2021, elle joue dans le film Illusion produit par Marie Stéphanie Adjonj et réalisé par Michel Puamo.  

## Filmographie

### Films

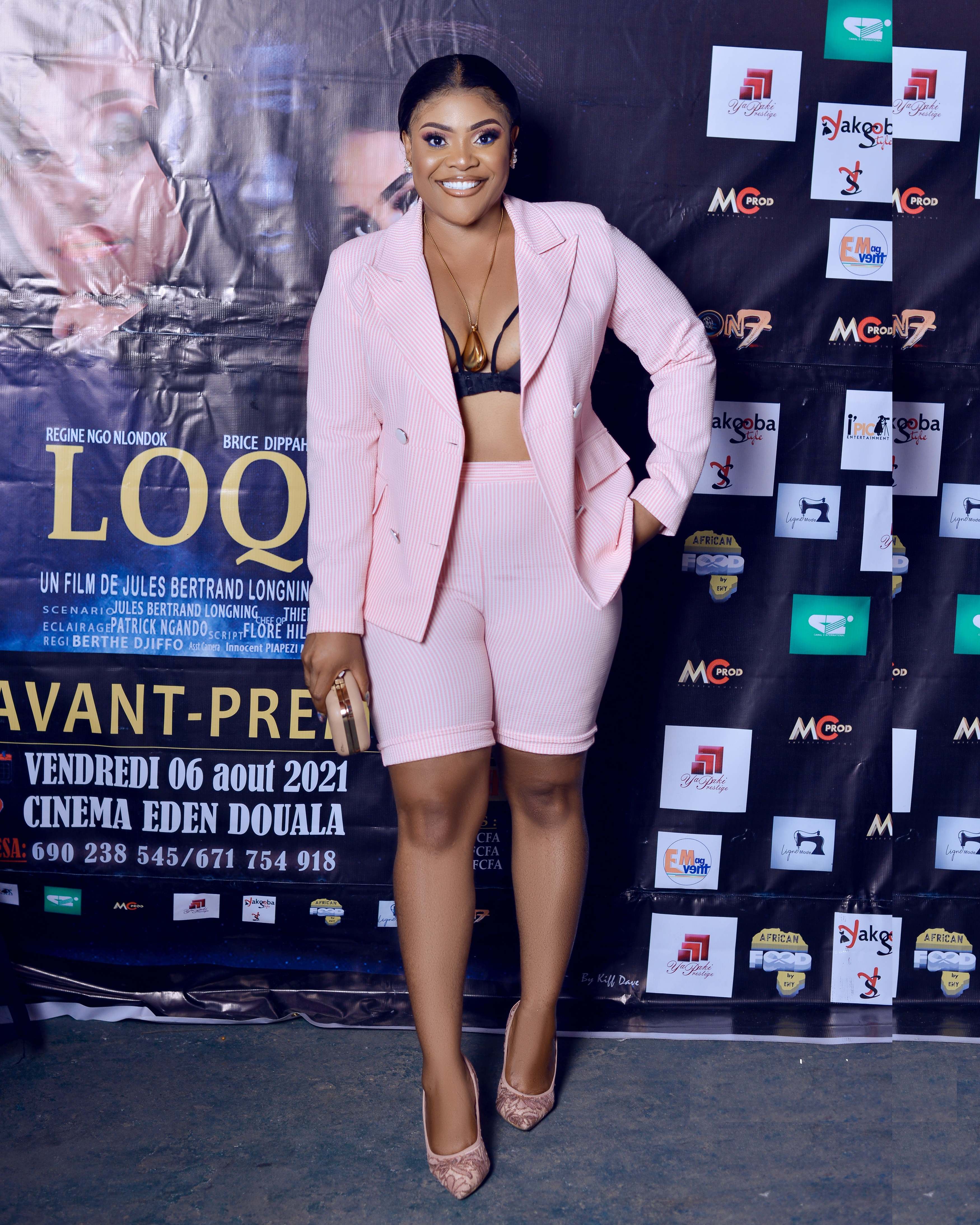
Sandrine Ziba à la première du film Loque

- Sandrine Ziba à la première du film Loque2016 : Effet Boomerang
- 2017 : L'Enfer de l'amour
- 2018 : Et si c'était à refaire
- 2018 : Rebirth
- 2020 : Irrational Love
- 2021 : Illusion

### Séries
- 2012 : Cercle vicieux
- 2019 : Otage d'Amour

## Prix et distinctions
En 2021, elle est nommée aux LFC Awards 2021 dans la catégorie meilleur décor pour son film Irrational Love de Konrad M. Defang et Gabi Ruben.

## Voir Aussi